# Morvois
Das Morvois ist eine Landschaft in den Gegend von Pont-sur-Seine im Département Aube mit dem 210 Meter hohen Mont Morvois südlich des Ortes im Zentrum.
Das Gebiet hieß zur Zeit der Gallorömer Pagus Mauripensis, war ein Lehen und später eine Grafschaft. Der Begriff findet fast nur noch in historischen Kontext und beim Mont Morvois Verwendung.
Der Name taucht im Zusammenhang mit Bertha von Morvois auf, die vielleicht die Ehefrau des Grafen Heribert I. von Vermandois (Karolinger) war und durch ihre Kinder dann zur Stammmutter unter anderem der Kapetinger und vielleicht auch der späten Konradiner wurde.